# Skalnik driada

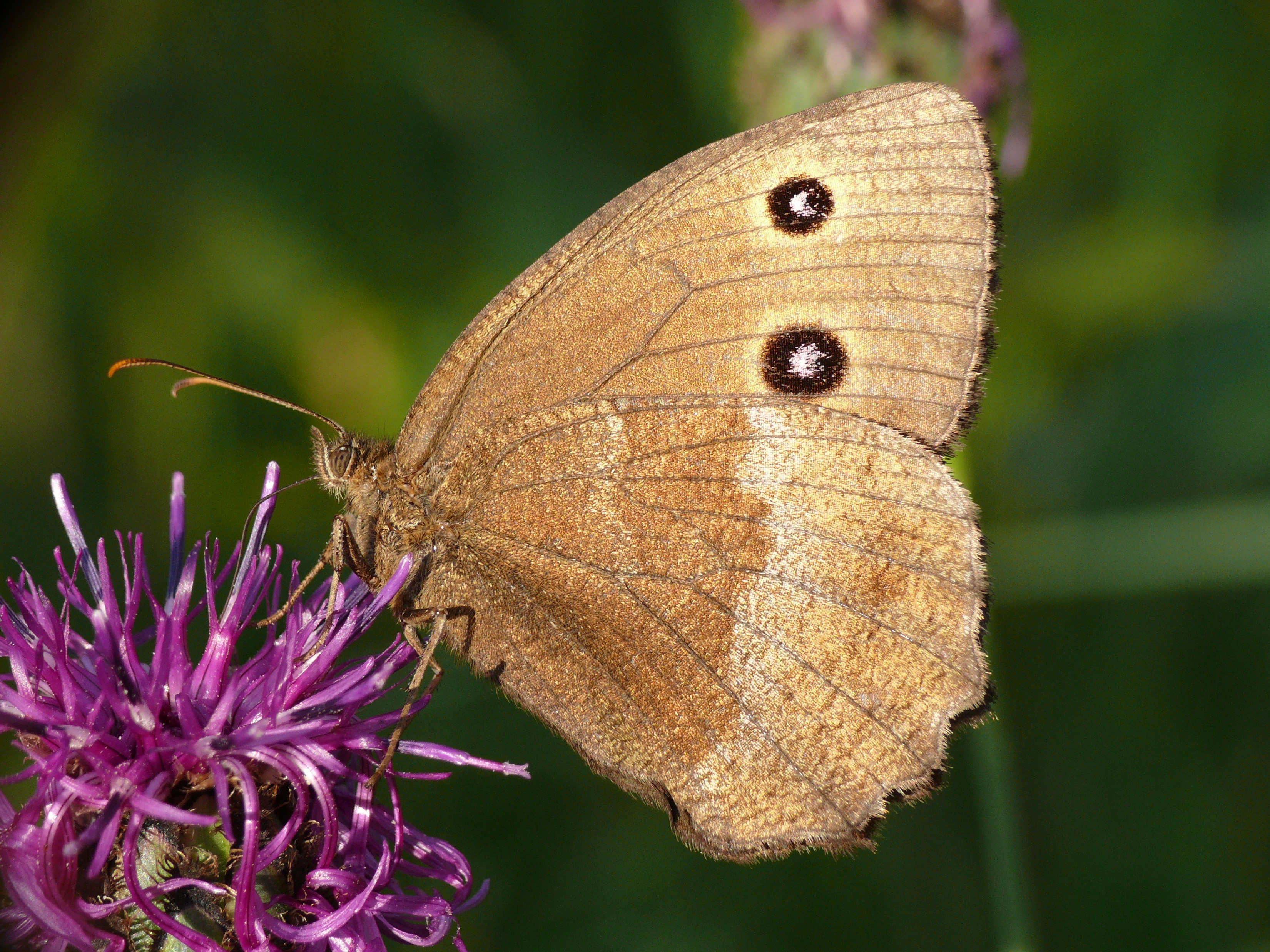
Spód skrzydeł skalnika driady

Skalnik driada (Minois dryas) – owad z rzędu motyli, z rodziny rusałkowatych (Nymphalidae).

## Wygląd
Skrzydła o karbowanych brzegach mają rozpiętość od 5 do 7 cm. Są koloru brązowego. Na przednich skrzydłach znajdują się po dwie niebieskie plamki oczne z grubą czarną obwódką. Samce są mniejsze od samic, są od nich ciemniejsze i mają mniejsze plamki oczne.

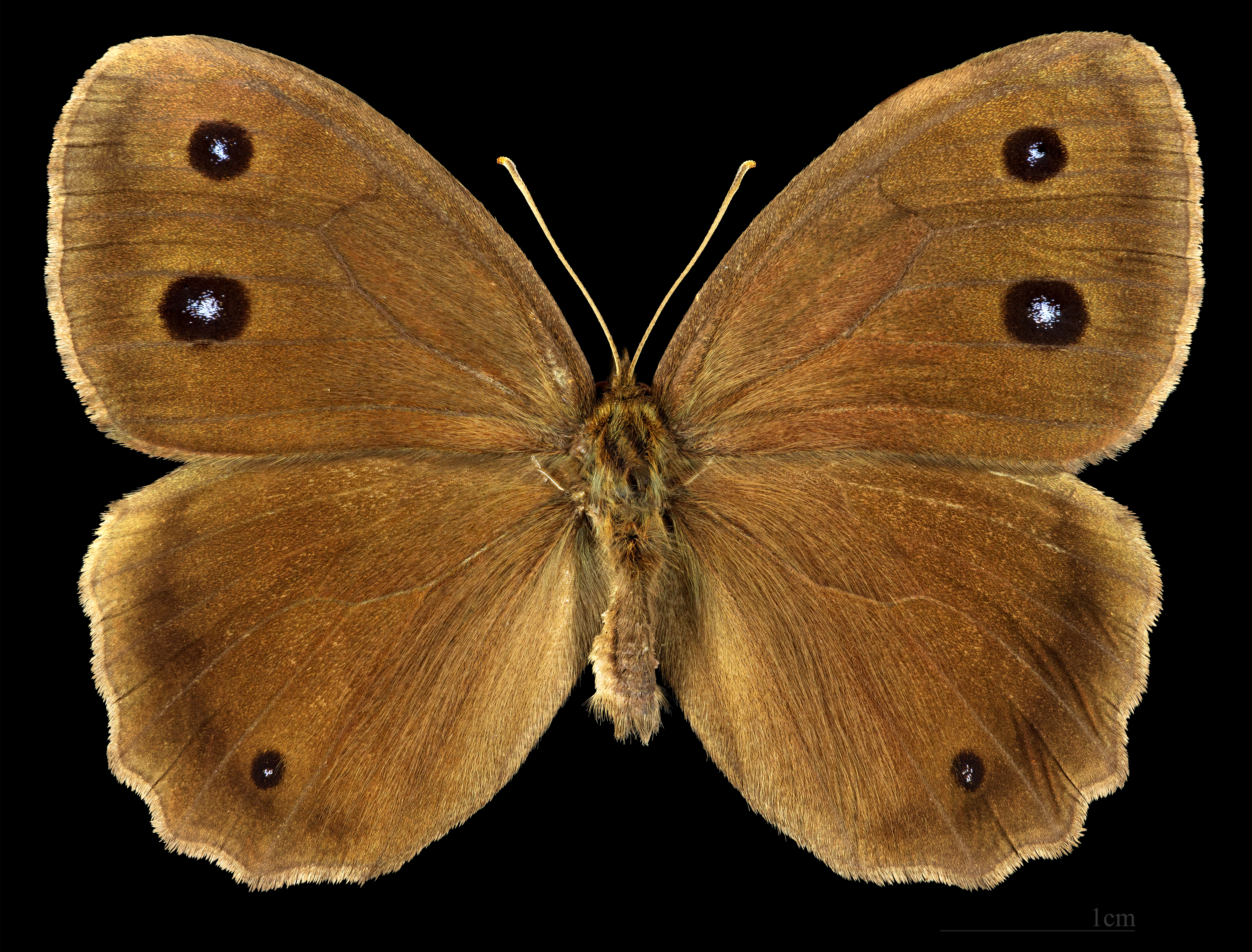
Minois dryas ♂
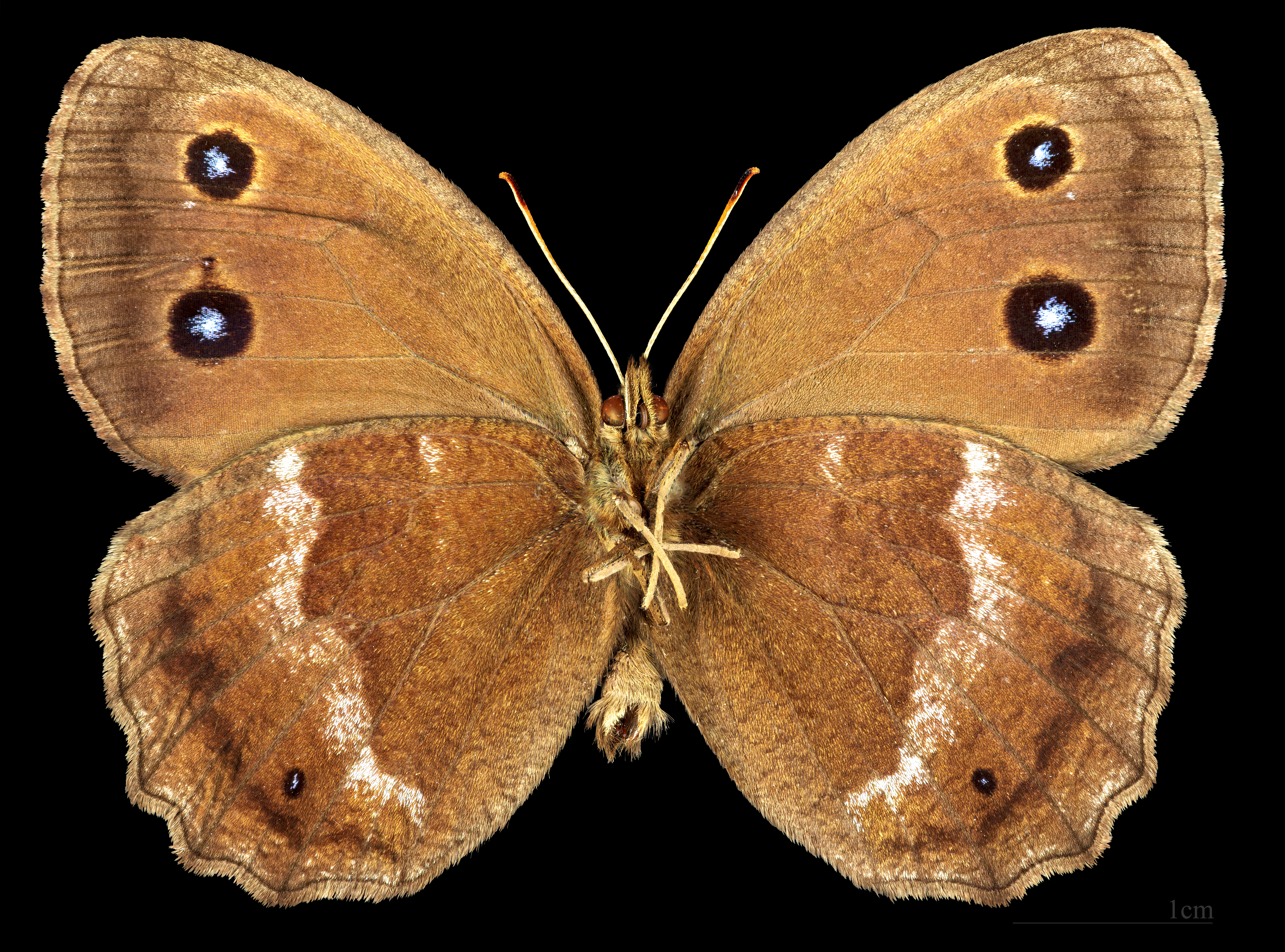
Minois dryas ♂   △

## Biotop
Wilgotne łąki trzęślicowe w dolinach rzek oraz lasy liściaste na stokach pagórków.

## Stadia rozwojowe
Gąsienice są białe w ciemne plamki. Mają dwa ciemnobrązowe paski. Gąsienica żeruje na trawach, głównie na trzęślicy modrej. 

## Występowanie
Motyl o euro-syberyjskim zasięgu występowania w umiarkowanej strefie Azji i Europy. Zasięg rozciąga się od północnej części Półwyspu Iberyjskiego, poprzez Europę aż do Japonii. W Polsce motyl jest rzadki. Występuje w Krakowie na terenie Rezerwatu Skołczanka, Uroczyska Wielkanoc i w ich otoczeniu. Motyl został także introdukowany do rezerwatu Kajasówka. Na początku XXI wieku odnotowano jego występowanie w Bieszczadach.

## Ochrona
W Polsce gatunek ten objęty jest częściową ochroną gatunkową.